# Križine
Križine is een plaats in de gemeente Umag in de Kroatische provincie Istrië. De plaats telt 200 inwoners (2001).